# Portlandi agglomeráció (Oregon)

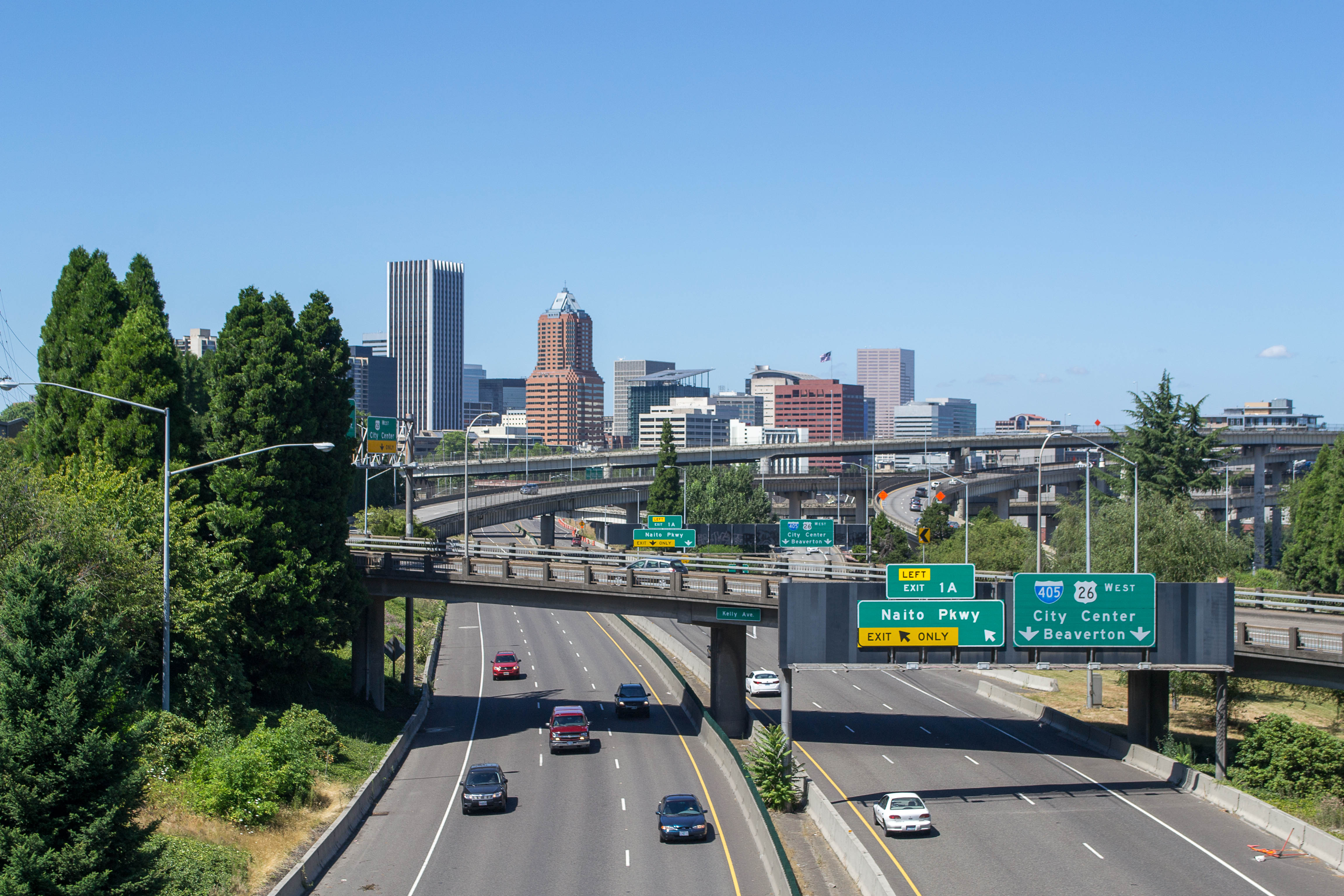
Portland a Ross-szigeti híd felől

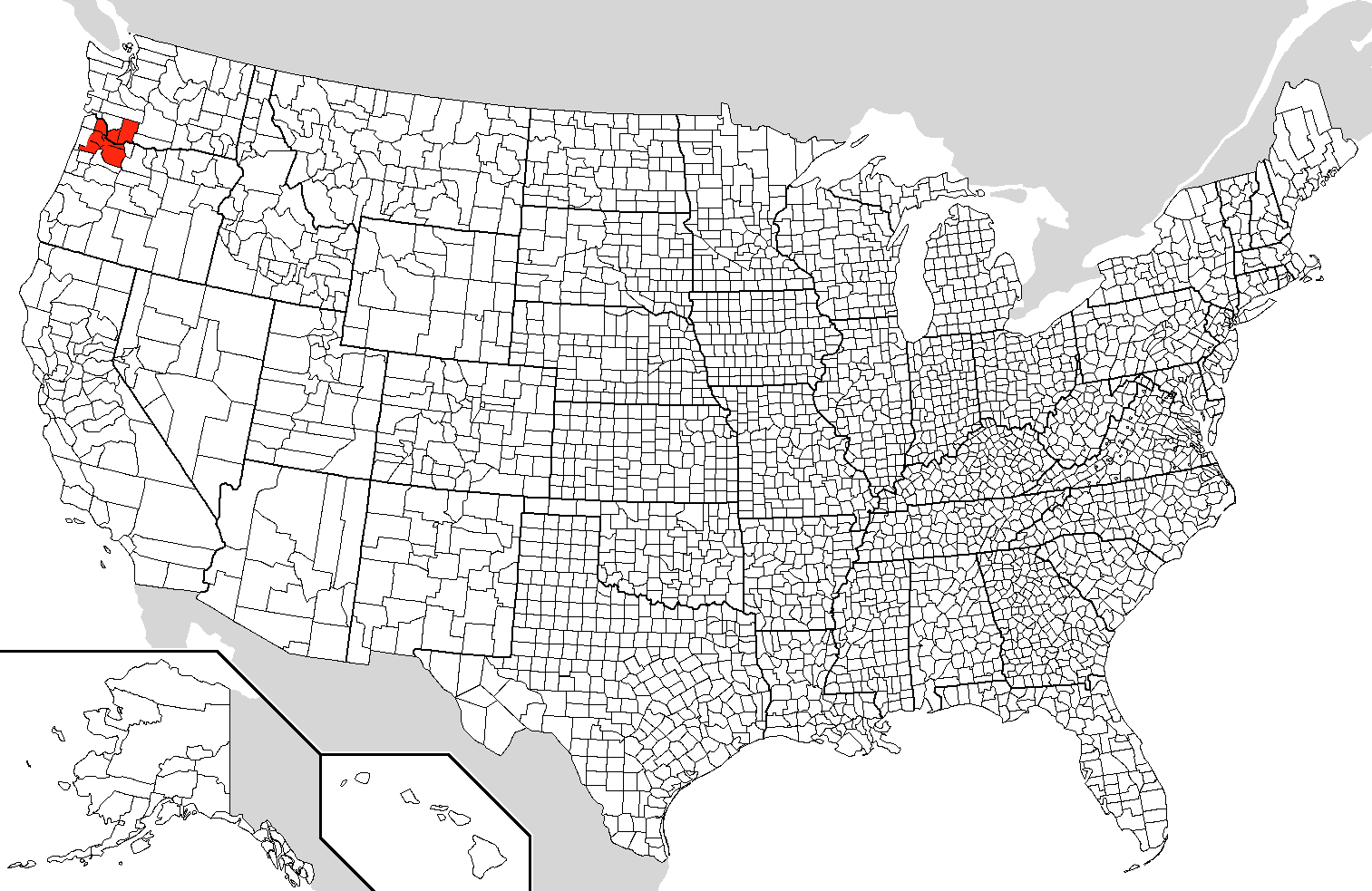
Elhelyezkedése az USA-ban

A portlandi agglomeráció az Amerikai Egyesült Államok Oregon és Washington államainak Portland körüli részeit foglalja magában. A szövetségi költségvetési iroda a körzetet Portland–Vancouver–Hillsboro (Oregon–Washington) agglomerációs statisztikai körzetnek nevezi, a népszámlálási hivatal is így hivatkozik rá. Területe Oregonban Clackamas, Columbia, Multnomah, Washington és Yamhill, Washingtonban pedig Clark és Skamania megyékre terjed ki. A 2020. évi népszámláláskor népessége 2 512 859 fő volt.
2010-ben az oregoni rész az állam legnagyobb, a washingtoni pedig az állam harmadik legnagyobb népességközpontja volt. Az oregoni terület egyes részei a Metro regionális kormányzat fennhatósága alatt állnak.

## Népesség
| Megye      | Állam      | Terület (km2) | Népesség (2020) |
| ---------- | ---------- | ------------- | --------------- |
| Clackamas  | Oregon     | 4844,1        | 421 401         |
| Columbia   | Oregon     | 1702,6        | 52 589          |
| Multnomah  | Oregon     | 1117,1        | 815 428         |
| Washington | Oregon     | 1875,7        | 600 372         |
| Yamhill    | Oregon     | 1854,1        | 107 722         |
| Clark      | Washington | 1629,1        | 503 311         |
| Skamania   | Washington | 4288,2        | 12 036          |
| Összesen   | Összesen   | 17 310,8      | 2 512 859       |

## Portland–Vancouver–Salem összevont statisztikai körzet

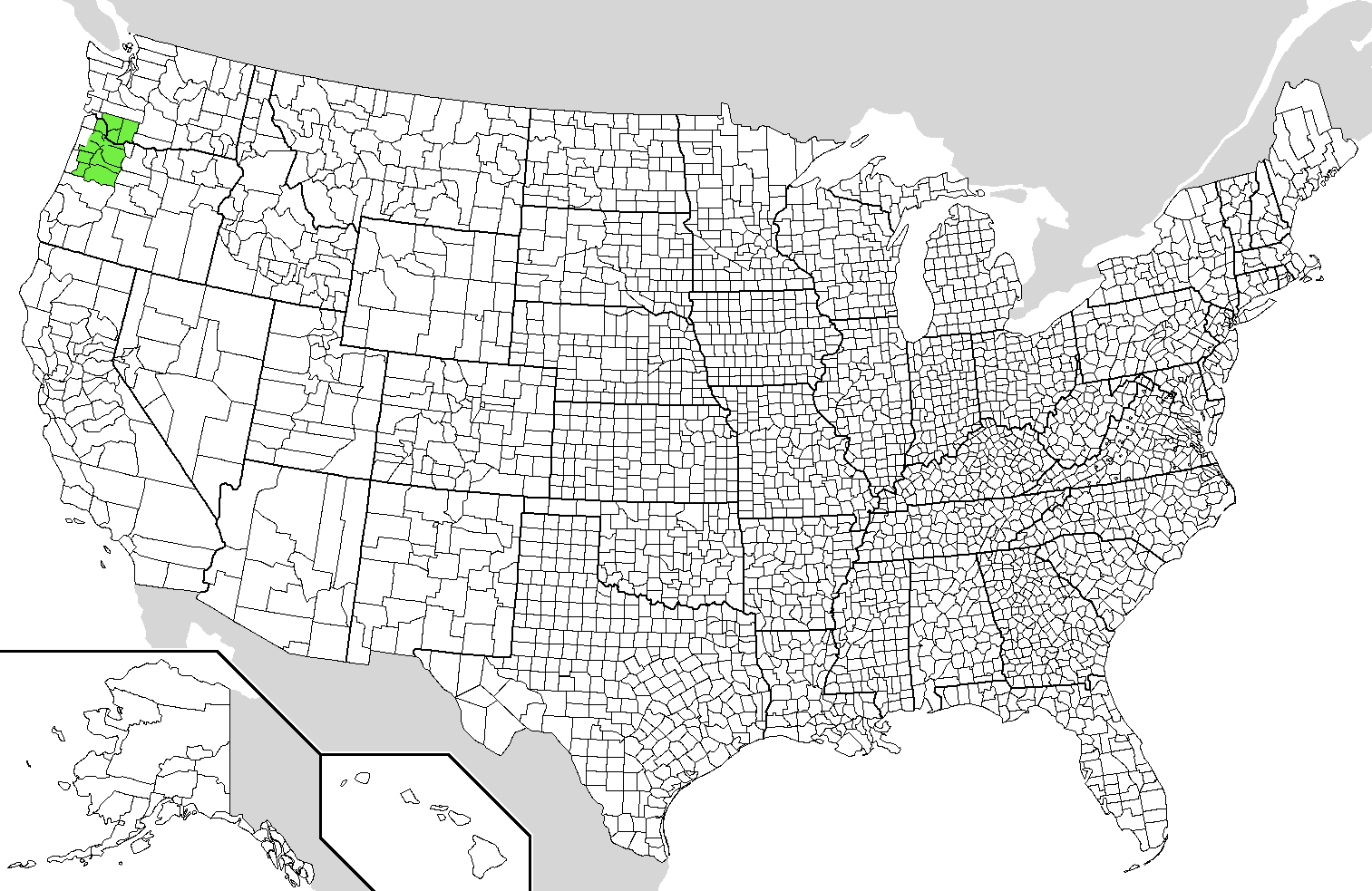
Az összevont statisztikai körzet elhelyezkedése

A 2020. márciusi adatok alapján az összevont statisztikai körzet öt agglomerációt és kilenc megyét (hatot Oregonban és hármat Washingtonban) foglal magában:
- Portland–Vancouver–Hillsboro
- Salem
- Albany–Lebanon
- Longview
- Corvallis

Az összevont statisztikai körzet népességét tekintve az ország 18. legnagyobbika.

## Települések
Jelentősebb települések
- Portland
- Vancouver
- Hillsboro
- Gresham
- Beaverton

További települések
- Aloha
- Amity
- Battle Ground
- Banks
- Barlow
- Beavercreek
- Boring
- Camas
- Canby
- Carlton
- Cedar Mill
- Clackamas
- Clatskanie
- Columbia City
- Corbett
- Cornelius
- Damascus
- Dunthorpe
- Dayton
- Dundee
- Durham
- Estacada
- Fairview
- Forest Grove
- Garden Home–Whitford
- Gaston
- Gladstone
- Happy Valley
- Hazel Dell
- Johnson City
- King City
- La Center
- Lafayette
- Lake Oswego
- Maywood Park
- McMinnville
- Milwaukie
- Minnehaha
- Molalla
- Newberg
- North Bonneville
- North Plains
- Orchards
- Oregon City
- Prescott
- Raleigh Hills
- Rainier
- Ridgefield
- Rivergrove
- Salmon Creek
- Sandy
- Scappoose
- Sheridan
- Sherwood
- St. Helens
- Stevenson
- Tigard
- Troutdale
- Tualatin
- Vernonia
- Walnut Grove
- Washougal
- West Linn
- West Slope
- Willamina
- Wilsonville
- Wood Village
- Woodland
- Yacolt
- Yamhill

## Közlekedés
Az Interstate 84 Portlandnél ágazik ki az I-5-ből. A térséget az I-205 és I-405 autópályák mellett még szövetségi (például US-26 és US-30), valamint állami (például OR-8 és WA-14) országutak is érintik.
Az oregoni oldal tömegközlekedését elsősorban a TriMet biztosítja, de kisebb szolgáltatók (például SAM és SMART) is jelen vannak. A washingtoni oldal közösségi közlekedéséért a C-Tran felel.

### Közút
A térséget érintő autópályák, valamint szövetségi és állami országutak:
- Interstate 5
- Interstate 84
- Interstate 205
- Interstate 405
- U.S. Route 26
- U.S. Route 30
  - U.S. Route 30 Business
- Oregon Route 8
- Oregon Route 10
- Oregon Route 18
- Oregon Route 43
- Oregon Route 99E
- Oregon Route 99W
- Oregon Route 210
- Oregon Route 212
- Oregon Route 213
- Oregon Route 217
- Oregon Route 219
- Oregon Route 224
- Washington State Route 14
- Washington State Route 500
- Washington State Route 503

A Mount Hood Freeway, az Interstate 505 és a Harbor Drive soha nem épültek meg.

### Vasút
A Portland Union Stationt az Amtrak Amtrak Cascades, Coast Starlight és Empire Builder viszonylatai érintik.

### Légi közlekedés
A térség nagyobb repülőterei:
- Portlandi nemzetközi repülőtér
- Hillsborói repülőtér
- McNary repülőtér
- Portland–Troutdale-i repülőtér

## Sport
A térség több nagyobb sportcsapat (Portland Trail Blazers, Portland Timbers, Portland Thorns FC, Portland Loggers) székhelye. A Portland State Vikings és a Portland Pilots egyetemi sportegyesületek az NCAA I-es divíziójában játszanak.
Az évenkénti középiskolai rögbimérkőzéseket nyolcezer–tízezer fő látogatja.

## Pártszimpátia
A térség hagyományosan a Demokrata Párttal szimpatizál, 1988 óta mindig az ő jelöltjükre szavaztak többen. Multnomah megyében 2004 óta minden választáson 70% feletti a demokratákra leadott szavazatok aránya.

## Fordítás
- Ez a szócikk részben vagy egészben  a   Portland Metropolitan Area, Oregon című angol Wikipédia-szócikk ezen változatának fordításán alapul.  Az eredeti cikk szerkesztőit annak laptörténete sorolja fel. Ez a jelzés csupán a megfogalmazás eredetét és a szerzői jogokat jelzi, nem szolgál a cikkben szereplő információk forrásmegjelöléseként.